# 葉福
叶福（？—1402年），福建侯官縣（今福州）人。明朝政治人物。

## 生平
建文元年（1399年），中式福建已卯乡试。建文二年，聯捷庚辰科進士，授永康縣知縣，官至刑科给事中。燕王朱棣起兵时，叶福镇守金川门，兵败自杀。